# Vinenský hrad
Vinenský hrad (slovensky Viniansky hrad) je zřícenina gotického hradu ze třináctého u obce Vinné v okrese Michalovce. Postaven byl na sopečné kře na jižních výběžcích Vihorlatských vrchů. Zbořen byl na začátku 18. století.

## Historie
Hrad byl postaven před rokem 1312, ze kterého pochází první písemná zmínka, podle které ho napadli a poškodili Omodejovci při povstání proti králi Karlu Robertovi. Hrad postavili pravděpodobně v druhé polovině 13. století na ochranu cesty, která vedla do Polska. Hrady v nedalekém Brekově a Jasenově měly podobnou funkci. Vinné patřilo šlechticům z Michalovců a tvořilo součást tamního panství. Během bojů uherského krále Matyáše a polského panovníka Kazimíra IV. v roce 1466 byl hrad těžce poškozen. Začátkem 16. století byl hrad opraven a opevněn. Ještě v témže století, v roce 1594, ho císařské vojsko při dobývání opět poškodilo. O něco později majitelé hradu, Sztárayové, objekt opravili, přestože už v polovině 17. století opustili nepohodlné sídlo a přestěhovali se do obce, kde si postavili zámeček. Začátkem 18. století při likvidování protihabsburského povstání dal císař hrad zbourat. Od té doby je zříceninou.

## Exteriér
První stavební etapu hradu tvořila výstavba plášťového opevnění, ke kterému později přistavěli v interiéru, ale i exteriéru, další budovy. V první etapě byla postavena věž a pravděpodobně tříprostorový palác, ke kterému se přichází z nádvoří. V roce 1335 obsahoval hrad dvě věže, jeden palác, jednu starou bránu, kapli zasvěcenou svaté Markétě a dům. V popisu z roku 1449 uvádí podobné složení hradu, věž měla sklep a čtyři podlaží a byla zde i hladomorna a dva obytné domy. V poslední etapě hrad velmi nerozšířili, protože jim to nedovolil terén a tak se hradu posílilo opevnění.
Nepravidelný, téměř trojúhelníkový půdorys sledující terén vyznačují zachované části opevnění, které obklopovaly původní nádvoří. Vstup do areálu z východní strany chránila hranolová věž, dnes se prochází pod jejími zbytky. Obytné budovy přistavěny k východnímu opevnění mají částečně zachované renesanční klenby. Na gotické věži je kamenné kvádrování, otvory oken a dveří, jakož i části starých omítek. V paláci jsou stopy po krbech a nice, pod palácem jsou zaklenuté sklepní prostory. Ve venkovní zdi, ke kterému byly přistavěny i hospodářské budovy, je zachována výlevka. Hrad obklopovala soustava mohutných valů.